# Bundesautobahn 39
De Bundesautobahn 39 (kort BAB 39, A39 of 39) is een onvoltooide Duitse autosnelweg in het oosten van de deelstaat Nedersaksen. De snelweg bestaat uit twee delen. Het noordelijke deel vormt een verbinding tussen Hamburg en Lüneburg en het zuidelijke deel loopt via Wolfsburg, Braunschweig en Salzgitter tot de A7 bij Holle.
Het sluiten van het ontbrekende deel tussen Lüneburg en Wolfsburg zal tussen 2027 en 2030 volgen. De procedures voor dit plan zijn vanaf 2012 gestart.

## Bestaande trajectdelen

### Verloop

#### A39: Hamburg - Lüneburg
De A39 begint bij knooppunt Maschener Kreuz met de A1 en A7 in Seevetal, net ten zuiden van Hamburg. De A39 loopt hier in zuidoostelijke richting naar Lüneburg. Onderweg wordt nog de plaats Winsen (Luhe) gepasseerd. Bij de aansluiting Handorf kan op de B404 richting Geesthacht gereden worden. Gepland is om deze weg om te bouwen tot A21. Ten noorden van Lüneburg, bij de aansluiting Lüneburg-Nord, gaat de snelweg over in de B4 die als randweg om het oosten van Lüneburg heen loopt. Tot 3 november 2010 had dit trajectdeel het nummer A250.

#### A39: Wolfsburg - A7
Het tweede deel van de A39 begint bij aansluiting Weyhausen in Landkreis Gifhorn, waar de A39 verdergaat als vervolg van de B248. Vanaf hier loopt de snelweg in zuidelijke richting door Wolfsburg. Hier kruist de snelweg met een rond de 246 meter lange, in 1975 gebouwde brug het Mittellandkanal en de spoorlijn Berlijn - Lehrte. Via het knooppunt Kreuz Wolfsburg/Königslutter met de A2 gaat de weg verder in zuidwestelijke richting langs Cremlingen richting de aansluiting Braunschweig-Rautheim. De bouw van dit maar circa 15 kilometer lange deel voltrok zich na de bouwstart in 2002 over meerdere jaren in verschillende etappes. Als eerste werd het trajectdeel tot de aansluiting Stickte (2005) vrijgegeven, gevolgd tot Cremlingen (2006) en aansluitend tot het knooppunt begin 2009. Sindsdien is de A39 van Wolfsburg tot Salzgitter volledig te gebruiken. Echter was voor het verkeer in het begin door een beschadigd wegdek rond aansluiting Cremlingen richting Wolfsburg maar één rijstrook beschikbaar. Sinds medio 2011 kan ook hier volledig gebruik worden gemaakt van de 2×2 rijstroken. In de richting van Wolfsburg bleef hierdoor de maximumsnelheid over ongeveer een kilometer op 80 km/h (stand 2017) begrensd. In 2011 werd ter hoogte van Cremlingen een parkeerplaats met wc (Herzogsberge), met aan de noordzijde 54 auto- en 32 vrachtwagenplaatsen en (later) aan de zuidzijde 47 auto- en eveneens 32 vrachtwagenplaatsen ingericht. Hierbij komen nog twee plekken voor bussen en twee gehandicaptenparkeerplaatsen. In het verdere verloop richting Salzgitter is bij knooppunt Kreuz Braunschweig-Süd aansluiting op de A36 (tot 2019 A395) richting de Harz. Direct daarna kruist de snelweg de Oker en bij knooppunt Dreieck Braunschweig-Südwest eindigt de A391 op de A39. Vervolgens gaat de A39 verder zuidelijk langs Salzgitter-Lebenstedt tot Dreieck Salzgitter met de A7. Oorspronkelijk werd dit gedeelte als Bundesstraße 490 aangelegd.

### Bijzonderheden
Het knooppunt Dreieck Salzgitter is als splitsing uitgevoerd. Als men vanaf de A39 uit de richting van Braunschweig naar Hildesheim wil, moet men bij de aansluiting Baddeckenstedt de B6 langs Grasdorf volgen om richting de aansluiting Derneburg/Salzgitter de A7 op te rijden. Bij het knooppunt voegt de A39 in op de A7 richting Kassel.
De A36 begint officieel niet direct bij Kreuz Braunschweig-Süd, maar een paar honderd meter zuidelijk daarvan. Strikt genomen kruist de A39 hier de B4 en de L295. 
Het schachtblok van de stilgelegde mijn en geplande opslag van radioactief afval in de Schacht Konrad is vanaf de snelweg tussen de aansluitingen Salzgitter-Thiede en Salzgitter-Lebenstedt-Nord goed te herkennen. In deze omgeving werd een nieuwe verzorgingsplaats met tankstation in beide richtingen, onder de naam "Salzgitterhüttenblick", gebouwd. De procedures hiervoor werden begin augustus 2008 gestart. Op 7 oktober 2013 begon de bouw. Door technische en milieukwesties heeft de bouw drie jaar stilgelegen, werden in de zomer van 2017 weer opgepakt en in juni 2018 afgerond. Door deze nieuwe verzorgingsplaatsen werden de verzorgingsplaatsen bij aansluiting Braunschweig-Rüningen-Süd gesloten. 

### Ombouw knooppunt Dreieck Braunschweig-Südwest
Tot 2010 had het Dreieck Braunschweig-Südwest een andere vorm. De A39 vanuit Salzgitter ging naadloos over in de A391, de tak vanuit Wolfsburg sloot haaks daarop aan (een zogenaamde TOTSO). Doordat op 30 januari 2009 de A39 werd geopend tot aan de A2, veranderden de verkeersstromen tussen Frankfurt am Main en Kassel naar Berlijn en Polen van de A391 naar het nieuwe gedeelte van de A39, waardoor de ombouw van het knooppunt noodzakelijk werd. De ombouwmaatregelen voorzagen dat de doorgaande richting van het knooppunt de A39 werd en dat hier de A391 erop aansloot. Daarnaast werd het gedeelte tussen de knooppunten Braunschweig-Südwest en -Süd naar 2×3 rijstroken verbreed, omdat hier regelmatig file ontstond.
De ombouw werd in het voorjaar van 2009 gestart en op 28 augustus 2012 afgerond. De kosten bedroegen rond de € 110 miljoen.

## Planningsgeschiedenis en bouw

### Eerste plannen
Al in 1940 bestond een plan voor een Reichsautobahn Evestorf (aftakking van de verbinding Hamburg - Hannover) - zuidwestelijk van Uelzen - Braunschweig - Bad Gandersheim (aansluiting op de verbinding Hannover - Kassel).
Toentertijd waren de volgende plannen voorzien:
| Wegnummer | Trajectdeel                                                                            | Wegindeling    | Prioriteitsniveau |
| --------- | -------------------------------------------------------------------------------------- | -------------- | ----------------- |
| B4        | Deutsch Evern - Uelzen-Nord (oude B4)                                                  | 2×2 rijstroken | II                |
| B4        | Uelzen-Nord - Uelzen-Hambrock                                                          | 2×2 rijstroken | I                 |
| B4        | Uelzen-Hambrock - Breitenhees (B191)                                                   | 2×2 rijstroken | II                |
| B4        | Gifhorn - Kreuz Braunschweig-Nord (A2)                                                 | 2×2 rijstroken | II                |
| B4        | noordwestelijke randweg Braunschweig (Kreuz Braunschweig-Nord - Braunschweig-Lehndorf) | 2×2 rijstroken | I                 |
| B950      | Cremlingen (B1) - Wolfenbüttel - Salzgitter-Thiede                                     | 2×2 rijstroken | III               |

Met omvangrijke onderzoeken voor de bouw van het traject Hamburg - Hannover - Kassel aan het begin van de jaren 50 werd het tracé van de huidige A7 van de westkant van Hannover naar de oostkant van de Nedersaksische hoofdstad verlegd. Tegelijk werd in afzienbare tijd niet verwacht dat het plan voor een tweede noord-zuidverbinding via Braunschweig weer opgepakt zou worden. Het plan verdween uiteindelijk in de la.
Desalniettemin werd aan een beter verbinding voor de omgeving Braunschweig-Salzgitter aan de nieuwe snelweg Hamburg - Hannover - Kassel gewerkt. Als eerste deel van de latere tot snelweg omgebouwde tracé werd het deel tussen Üfingen en Salzgitter-Lebenstedt-Nord in de jaren 50 gebouwd. Tot 1962 kwam het traject Rüningen - Üfingen daarbij. Echter ging het toen om nieuwbouw van een provinciale weg (Landesstraße) met twee rijstroken, met kruispunten, die alleen om de dorpen heen werd gebouwd. In de planning bevonden zich de tracés Baddeckenstedt - Dreieck Salzgitter evenals Salzgitter-Lebenstedt-Nord - Salzgitter-Lebenstedt-Süd. Midden jaren 60 was het gehele traject tussen Dreieck Salzgitter en Braunschweig (B428) gereed en als Bundesstraße 490 genummerd. Daarbij sloot zich ook de verbouwing tussen Üfingen en westelijk van Salzgitter-Lebenstedt-Süd aan, die vanaf 1966 voor het verkeer ter beschikking staat. Tussen Üfingen en Salzgitter-Lebenstedt-Nord werd daarbij nog niet alle kruispunten ongelijkvloers gemaakt, zodat hier in de tweede helft van de jaren 70 nog ombouwwerkzaamheden noodzakelijk waren. In 1968 werd de verbreding naar 2×2 rijstroken tussen Baddeckenstedt en Salzgitter-Lebenstedt-Süd afgerond, waarbij later tussen Westerlinde en Salzgitter-Lichtenberg een verlegging van het tracé nog moest plaatsvinden. Tevens werd het tracé tussen Dreieck Braunschweig-Südwest en Kreuz Braunschweig-Süd in hetzelfde jaar voor het verkeer opengesteld.

### Conceptwegenplan
In het conceptwegenplan voor de bouw en verbreding van federale wegen in de periode 1971 tot 1985, vastgesteld op 30 juni 1971, was het tracé van wat nu de A39 is niet opgenomen. Hiervoor in de plaats voorzag het conceptwegenplan de volgende nieuwbouwprojecten en verbredingen van bundesstraßen op het tracé van de huidige A39:
| Wegnummer  | Trajectdeel                                                                            | Prioriteitsniveau | Aantal rijstroken |
| ---------- | -------------------------------------------------------------------------------------- | ----------------- | ----------------- |
| B4         | Aftakking van de A7 bij Maschen - Lüneburg - Deutsch Evern                             | I                 | 2×2 rijstroken    |
| B950       | Weyhausen (knooppunt met de B188) - Wolfsburg-West                                     | I                 | 2×2 rijstroken    |
| B950       | Wolfsburg-Mörse - Kreuz Wolfsburg-Königslutter (A2) - Cremlingen (knooppunt met de B1) | I                 | 2×2 rijstroken    |
| B1         | knooppunt met de B950 bij Cremlingen - Braunschweig-Rautheim                           | I                 | 2×2 rijstroken    |
| B248       | Braunschweig-Rautheim - Dreieck Braunschweig-Südwest - Braunschweig-Rüningen           | I                 | 2×2 rijstroken    |
| B490/B490n | Braunschweig-Rüningen - Salzgitter-Lebenstedt-Nord                                     | I                 |                   |
| B490n      | Salzgitter-Lebenstedt-Nord - Baddeckenstedt                                            | I                 | 2×2 rijstroken    |
| B490n      | Baddeckenstedt - Dreieck Salzgitter                                                    | I                 | 2de rijbaan       |

Een verbinding tussen Lüneburg en Wolfsburg was niet in het wegenplan opgenomen. Het eerder genoemde project voor het uitbreiden van de B4 voorzag echter een ander tracé, namelijk een directe verbinding van Lüneburg naar Braunschweig. De B950 van Cremlingen via Wolfenbüttel naar Salzgitter had een extra zuidoostelijke randweg om Braunschweig voorzien (naast de B1/B248).
Met de hernummering van het West-Duitse snelwegennet, die op 1 januari 1975 werd ingevoerd, ontstonden uit de enkele losse plannen een nieuw tracé onder het huidige nummer A39. De A39 zou van de A7 bij Maschen afbuigen, de A1 kruizen en bij Lüneburg naar Uelzen lopen. De status van het gedeelte zuidelijk van Uelzen tot noordelijk van Wolfsburg stond nog open. Bij Wolfsburg zou de A39 de A2 kruizen bij Königslutter en via Cremlingen en Wolfenbüttel naar Salzgitter lopen om bij Baddeckenstedt op de A7 te eindigen. De plannen omvatten eigenlijk het huidige A39 tracé, gepland en gebouwd. Alleen tussen Cremlingen en Salzgitter-Thiede zou de A39 een tracé krijgen die verder van de stad Braunschweig lag (volgens de Bundesstraße 950).
In de netwerkkaart van de Bondsregering van 1 januari 1976 was de A39 van Maschen via Lüneburg, Uelzen, Wolfsburg, Wolfenbüttel naar Salzgitter en de A7 bij Baddeckenstedt als samenhangend tracé aangewezen. In de omgeving van Braunschweig bleef het nog bij een verder gelegen zuidoostelijke randweg.

### Eerste wijziging wegenplan
De eerste wijziging van het conceptwegenplan voor de bouw van federale wegen in de jaren 1971 tot 1985, gepubliceerd op 5 augustus 1976, bevatte nog steeds een volledige A39. Echter werd de prioritering van enkele trajectdelen gemoderniseerd en in de omgeving van Lüneburg voor een opmerkelijk tracé gekozen, waarbij de stad Lüneburg in de middenberm van de snelweg zou komen te liggen.
| Wegnummer | Trajectdeel                                                      | Prioriteitsniveau                                      |
| --------- | ---------------------------------------------------------------- | ------------------------------------------------------ |
| B209      | Maschener Kreuz - Lüneburg-Adendorf                              | 1ste rijbaan: Ib 2de rijbaan: mogelijk lage prioriteit |
| B209      | Lüneburg-Adendorf - oostelijk van Lüneburg - Lüneburg-Häcklingen | één rijbaan in Ia                                      |
|           | Lüneburg-Nord - westelijk van Lüneburg - Lüneburg-Häcklingen     | één rijbaan als mogelijk lage prioriteit               |
| B4 (oud)  | Lüneburg-Häcklingen - Uelzen-Nord                                | mogelijk lage prioriteit                               |
| B4 (oud)  | Uelzen-Ripdorf - Uelzen-Nord                                     | 1ste rijbaan Ia 2de rijbaan: mogelijk lage prioriteit  |
|           | gepland Uelzen-Süd - Weyhausen (noordelijk van Wolfsburg)        | mogelijk lage prioriteit                               |
|           | Weyhausen - Wolfsburg-West                                       | Ia/deels lopend project                                |
|           | Wolfsburg-Mörse - Cremlingen                                     | Ia                                                     |
|           | Cremlingen - Wolfenbüttel - Salzgitter-Thiede                    | mogelijk lage prioriteit                               |
|           | Salzgitter-Thiede - Salzgitter-Lichtenberg (2de rijbaan)         | Ia                                                     |
|           | Salzgitter-Lichtenberg - Baddeckenstedt                          | Ia                                                     |

Verder was de verbreding naar 2×2 rijstroken voor het traject Gifhorn - Braunschweig - Kreuz Braunschweig-Süd (B4/B4n) voorzien.

### Tweede wegenplan
Met de tweede wijziging van het federale wegenplan voor de periode 1971 tot 1985, gepubliceerd op 25 augustus 1980, werd op het A39 flink bezuinigd. Voorzien was alleen nog het traject van Maschen tot Lüneburg-Nord met een prioriteit van I. De randweg noordwestelijk en westelijk van Lüneburg was alleen nog als nieuwe bundesstraße met twee rijstroken voorzien (B4/B209). Ook voor Uelzen zou alleen nog een tweestrookse randweg voor de B4 gerealiseerd worden. Het totale traject Lüneburg-Nord - Weyhausen (noordelijk van Wolfsburg) werd geschrapt. Alleen het trajectdeel Weyhausen - Sandkamp was als plan voor de A39 met een prioriteit van I nog voorzien. Tussen Wolfsburg en Kreuz Wolfsburg/Königslutter liepen de werkzaamheden al. Het trajectdeel Kreuz Wolfsburg/Königslutter - Wolfenbüttel - Salzgitter-Thiede werd geschrapt, in plaats daarvan zou vanaf het knooppunt met de A2 de A39 rechtstreeks naar Kreuz Braunschweig-Süd lopen. Dit deel kreeg het prioriteitsniveau I mee. Ook tussen Dreieck Braunschweig-Südwest en Baddeckenstedt was nieuwbouw en verbreding voor de A39 met prioriteit I gepland. 

### Derde wegenplan
De derde wijziging van het federale wegenplan, gepubliceerd op 21 april 1986, werden de trajecten tussen Maschen en Lüneburg-Nord evenals de 2×2 rijstroken tellende randweg Lüneburg als lopend project opgenomen, echter onder het nummer A250. Als onderdeel van de A39 waren de volgende trajectdelen voorzien:
| Trajectdeel                                           | Status          | Bouw             |
| ----------------------------------------------------- | --------------- | ---------------- |
| Weyhausen - Sandkamp                                  | hoge prioriteit | nieuwbouw        |
| Kreuz Wolfsburg/Königslutter - Kreuz Braunschweig-Süd | hoge prioriteit | nieuwbouw        |
| Dreieck Braunschweig-Südwest - Dreieck Salzgitter     | lopend project  | deels verbreding |

In kader van de B4 waren de volgende projecten nog voorzien:
| Trajectdeel                                            | Status                         | Bouw                 |
| ------------------------------------------------------ | ------------------------------ | -------------------- |
| randweg Uelzen (Uelzen-Nord - Uelzen-Holdenstedt)      | hoge prioriteit                | 2 rijstroken         |
| randweg Gifhorn - Kästorf/-Gamsen                      | lopend project                 |                      |
| Gifhorn - Braunschweig-Wenden                          | lage prioriteit                | 2 rijstroken         |
| randweg Braunschweig-Wenden - Braunschweig-Hansestraße | lopend project/hoge prioriteit | deels 2×2 rijstroken |

### Vierde wegenplan
Met de val van de Muur en de Duitse hereniging veranderde de verkeersplannen duidelijk. Zo omvatte de vierde wijziging van het federale wegenplan, gepubliceerd op 15 november 1993, een noordelijke verlenging van de A39 die van Wolfsburg via Salzwedel, Lüchow en Ludwigslust naar het knooppunt bij Neustadt-Glewe (A24/A241) zou gaan lopen. Dit plan had een lage prioriteit. Verder was ook de onderbreking tussen Winsen (Luhe) en Lüneburg in kader van de A250 gepland. Bij Lüneburg zou dan de A14 aangeknoopt worden die via Salzwedel en Gardelegen naar Maagdenburg was gepland. Door de ruimtelijke locatie van beide snelwegen kregen deze plannen al snel de naam "X-Variante". Aansluitend was ook het nog ontbrekende deel tussen de knooppunten Kreuz Wolfsburg/Königslutter en Kreuz Braunschweig-Süd opgenomen, die een hoge prioriteit had meegekregen. In kader van de B4 was in hoge prioriteit de randwegen van Jelmstorf, Tätendorf, Kirchweyhe, Uelzen, Gifhorn (2de rijbaan) evenals in lage prioriteit de verbreding naar 2×2 rijstroken van het traject Gifhorn - Braunschweig opgenomen.

### Vijfde wegenplan
Het vijfde wegenplan van 4 oktober 2004 voorzag nu echter de bouw van de A39 van Lüneburg via Uelzen, Wittingen, Brome naar Wolfsburg als vaststaand project. De A14 zou van Wismar via Schwerin, Wittenberge, Stendal naar Maagdenburg geleid worden. De B190n zou tussen Neustadt/Dosse, Seehausen, Salzweden en Wittingen een tweestrookse dwarsverbinding tussen de A14 en A39 vormen. Hierdoor kreeg dit plan de naam "Hosenträgervariante" (bretelsvaraint). Gepland was ook nog de sluiting van de onderbreking tussen Kreuz Wolfsburg/Königslutter en Kreuz Braunschweig-Süd, eveneens een vaststaand project. In kader van de B4 werden de volgende projecten gepland:
- randweg Kirchweyhe (hoge prioriteit);
- randweg Uelzen (lopend project);
- verbreding/nieuwbouw naar 2×2 rijstroken tussen Gifhorn en Braunschweig (deels hoge prioriteit).

### Openingen van de snelweg
De trajectdelen van de A39 werden als volgt vrijgegeven voor het verkeer:
| Jaar    | Traject                                                                        | Lengte  | Opmerking            |
| ------- | ------------------------------------------------------------------------------ | ------- | -------------------- |
| 1963-64 | Dreieck Braunschweig-Südwest - Üfingen                                         | 10,6 km | als B490             |
| 1966    | aansl. Salzgitter-Lebenstedt-Nord - westelijk aansl. Salzgitter-Lebenstedt-Süd | 7,5 km  | als B490             |
| 1968    | aansl. Westerlinde - aansl. Baddeckenstedt                                     | 3 km    | als B490             |
| 1968    | Kreuz Braunschweig-Süd - Dreieck Braunschweig-Südwest                          | 2 km    | als bundesstraße     |
| 1971-72 | aansl. Wolfsburg-West - zuidelijk aansl. Wolfsburg-Mörse                       | 4,4 km  | als B248             |
| 1975    | Kreuz Maschen (A7 - A1)                                                        | 1,0 km  |                      |
| 1978    | aansl. Sandkamp - aansl. Wolfsburg-West                                        | 2,1 km  | daarvan 1 km in 1977 |
| 1979    | Üfingen - aansl. Salzgitter-Lebenstedt-Nord                                    | 2,4 km  |                      |
| 1982    | zuidelijk aansl. Wolfsburg-Mörse - Kreuz Wolfsburg/Königslutter                | 9,2 km  |                      |
| 1985    | Kreuz Maschen - aansl. Maschen                                                 | 1,3 km  | als A250             |
| 1985    | oostelijk aansl. Lüneburg-Nord - aansl. Lüneburg-Neu Hagen                     | 5,0 km  | als B4/B209          |
| 1987    | aansl. Maschen - aansl. Winsen-West                                            | 8,2 km  | als A250             |
| 1989    | aansl. Salzgitter-Lichtenbweg - aansl. Westerlinde                             | 6,0 km  |                      |
| 1990    | westelijk aansl. Salzgitter-Lebenstedt-Süd - aansl. Salzgitter-Lichtenberg     | 3,3 km  |                      |
| 1991    | aansl. Winsen-West - aansl. Winsen-Ost                                         | 5,0 km  | als A250             |
| 1995    | aansl. Winsen-Ost - oostelijk aansl. Lüneburg-Nird                             | 15,2 km | als A250             |
| 1997    | aansl. Braunschweig-Rautheim - Kreuz Braunschweig-Süd                          | 3,6 km  |                      |
| 2004    | aansl. Weyhausen - aansl. Sandkamp                                             | 3,8 km  |                      |
| 2005    | aansl. Sickte - aansl. Braunschweig-Rautheim                                   | 2,0 km  |                      |
| 2006    | aansl. Cremlingen - aansl. Sickte                                              | 2,9 km  |                      |
| 2008    | Kreuz Wolfsburg/Königslutter - aansl. Cremlingen                               | 7,0 km  |                      |

## Geplande verlenging richting Lüneburg

Aansluiting van de A39 in de omgeving van Hamburg. (2012)

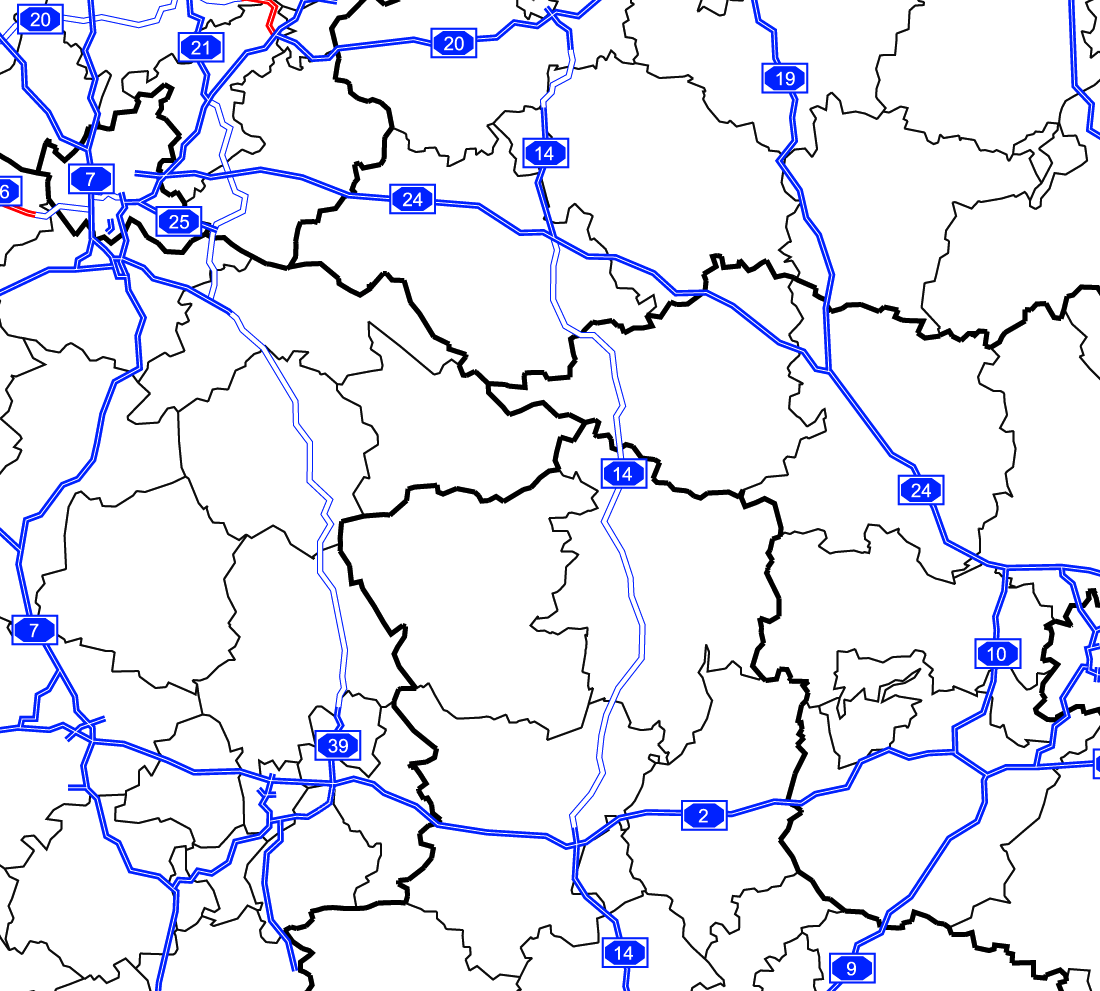
De geplande snelwegen A14 en A39 volgens de I-variant. (2010)

Er zijn diverse plannen voor de verlenging van de snelweg vanaf Wolfsburg. Gedefinieerd en onderzocht werden de varianten in 1995 door het zogenaamde Verkehrsuntersuchung Nord-Ost (VUNO). De zogenaamde I- of Hosenträgervariant (bretelsvariant) kreeg in 2004 de voorkeur. De A39 zal dan via Lüneburg verder naar Hamburg voeren. Hiervoor werd op 3 november 2010 de bestaande A250 voor de verlenging naar Hamburg (Maschener Kreuz) in A39 hernummerd. Salzwedel zal door een "sterke" bundesstraße met 2+1 rijstroken, de B190n, in oost-westrichting aan de A39 en de A14 aangebonden worden. Deze variant ontsluit op grote schaal een dun bevolkt en - ook door de Duitse deling veroorzaakte - snelwegloze regio. Daardoor ontstaat samen met de A7 en de A14 drie parallelle noord-zuid lopende snelwegen op een afstand van ongeveer 50 kilometer van elkaar. Eveneens parallel daaraan wordt tussen Braunschweig en Lüneburg de B4 uitgebreid. Met hoge prioriteit aangemeld zijn de diverse randwegen tussen Lüneburg en Uelzen in de B4, die echter door de mogelijke komst van de A39 hun noodzaak zullen verliezen en daarom niet zijn opgenomen in het wegenplan (Bundesverkehrswegeplan 2030). De randweg Kirchweyhe werd in april 2014 voor het verkeer vrijgegeven.
In oktober 2008 werd de procedure voor het vastleggen van het tracé van de A39 beëindigd. In totaal omvat het 105 kilometer lange tracé zeven trajectdelen tussen de L216 (Lüneburg-Nord) en de B188 (Wolfsburg). Het gaat daarbij om de volgende trajectdelen:
| Nummer | Trajectdeel                                      | Lengte  |
| ------ | ------------------------------------------------ | ------- |
| 1      | L216 (Lüneburg-Nord) - B216 (oostelijk Lüneburg) | 7,7 km  |
| 2      | B216 (oostelijk Lüneburg) - L253 (Bad Bevensen)  | 20,0 km |
| 3      | L253 (Bad Bevensen) - B71 (Uelzen)               | 16,4 km |
| 4      | B71 (Uelzen) - L265 (Bad Bodenteich)             | 12,6 km |
| 5      | L265 (Bad Bodenteich) - B244 (Wittingen)         | 16,1 km |
| 6      | B244 (Wittingen) - L289 (Ehra)                   | 18,1 km |
| 7      | L289 (Ehra) - B188 (Wolfsburg)                   | 14,2 km |

De tracéprocedures lopen sinds 3 mei 2012 voor het trajectdeel 1 bij Lüneburg en sinds 9 oktober 2014 voor trajectdeel 7 bij Wolfsburg. Het voorontwerp voor trajectdeel 2 vanaf oostelijk van Lüneburg (B216) tot Bad Bevensen (L253) werd in november 2014 door het Bondsverkeersministerie aangenomen en de tracéprocedure werd voorbereid. Het ontwerpplan voor trajectdeel 6 van Wittingen (B244) tot Ehra (L289) werd in april 2016 door het Bondsverkeersministerie goedgekeurd. Voor de trajectdelen 3, 4 en 5 zijn (stand januari 2019) nog geen ontwerpplannen ingediend. Voor trajectdeel 7 werd op 30 april 2018 het tracébesluit gepubliceerd. Voor trajectdeel 1 werd op 4 augustus 2017 de procedure gestart voor een wijziging van het plan omdat extra weefstroken tussen de aansluitingen Lüneburg-Nord (L216) en Erbstorfer Landstraße ingepland werden. Op zijn vroegst is de snelweg pas tussen 2027 en 2030 voltooid.

### Historische plannen en alternatieven
Een verbinding Maagdenburg - Hamburg was er al in de eerste Reichsautobahnplannen van 1935. In 1938 was voorzien de verbindingen Braunschweig, Hamburg, Maagdenburg en Wittstock/Dosse via een knooppunt bij Wittingen te laten lopen, waar nu - tachtig jaar later - de kruising met de dwarsverbinding B190n en de A39 voorzien is. In 1940 werd de verbinding Braunschweig - Hamburg voor de bouw vrijgegeven. Na de Tweede Wereldoorlog verhinderde de Duitse deling de realisering en de plannen paste zich aan zoals de verbinding Wolfsburg - Hamburg in 1971, echter kwam het niet tot bouw doordat men de nabijheid van de parallelle A7 de A39 overbodig achtte. 
Bij de later bediscussieerde zogenaamde X-variant, die onder andere door de ADAC (Duitse ANWB) werd bepleit, zou de A39 naar Schwerin verlopen en had bij Salzwedel de A14 moeten kruizen die van Maagdenburg naar Lüneburg zou worden verlengd.
Uit de discussie kwam daarentegen uit een kosten-batenanalyse een score van 3,5 voor de G-variant, die ook de bouw van de A14 tussen Maagdenburg en Schwerin voorzag, echter de verbinding tussen Lüneburg en Wolfsburg zou gevormd worden door bundesstraßen. De G-variant was volgens de VUNO 1995 verkeerstechnisch de beste variant, maar op politieke gronden kreeg de I-variant (kba-score van 3,4) de voorkeur en werd de G-variant geschrapt.

### Controversen

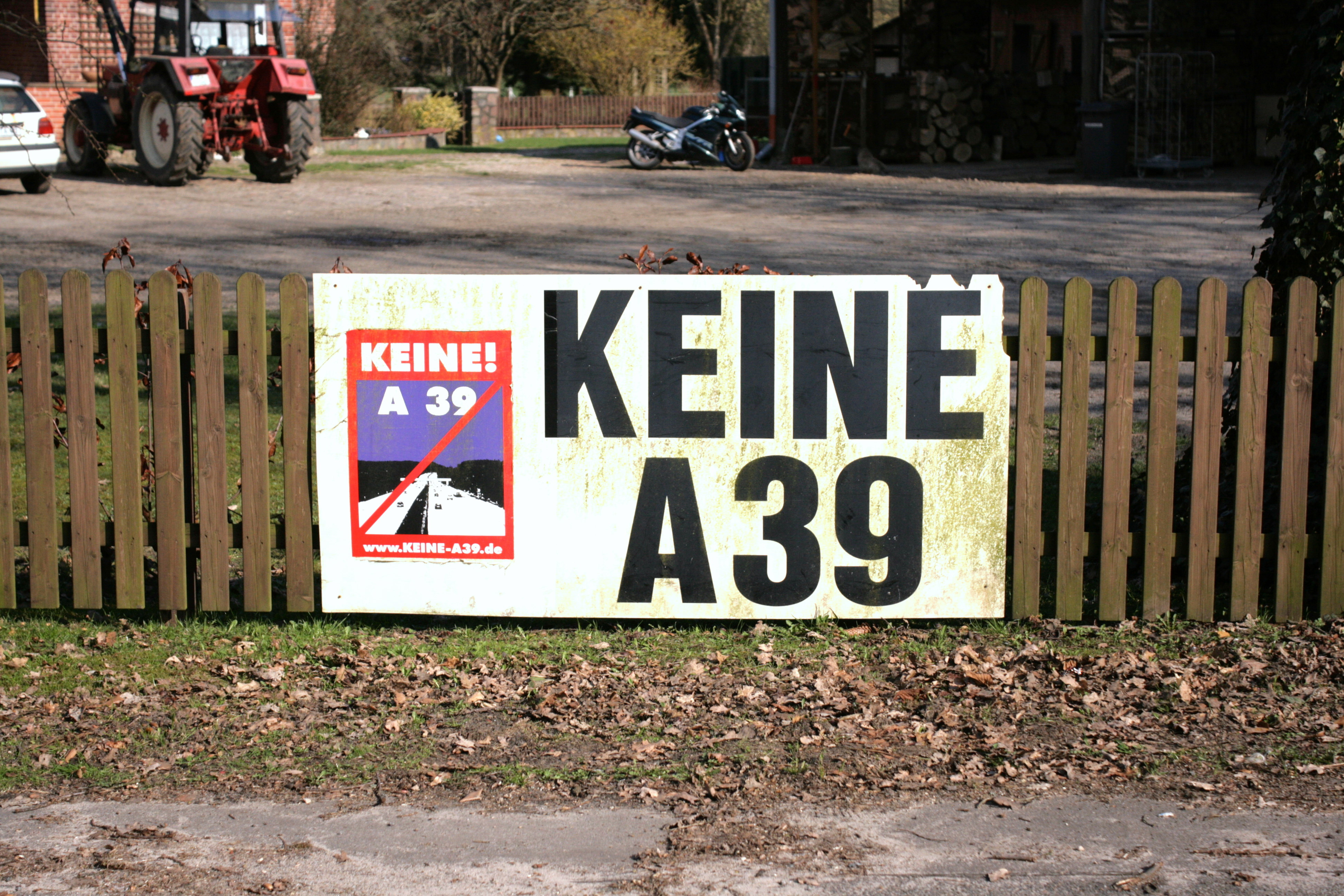
Protestbord tegen de geplande snelweg in Weste. (2010)